# Claude Villeneuve (scientifique)
Pour les articles homonymes, voir Claude Villeneuve et Villeneuve.
Claude Villeneuve, né en novembre 1954 à Chicoutimi et mort le 19 mai 2024 à Saguenay, est un biologiste et professeur québécois.

## Biographie
Ayant grandi dans la région du Lac Saint-Jean, Claude Villeneuve dit avoir éprouvé tôt dans sa vie de l'éco-anxiété. Cela se traduit dès son premier livre Des animaux malades de l'homme?, publié en 1983, abordant la surexploitation animale au Québec.
Claude Villeneuve a été directeur de l'Institut Européen pour le Conseil en Environnement de Strasbourg en France, de 1993 à 1994. Il a aussi été rédacteur en chef de la revue ÉCODÉCISION de 1994 à 1997.
Il enseigne dans différentes institutions québécoises au cours de sa carrière. Il débute comme professeur au Cégep de Saint-Félicien. De 2001 à son décès, il est professeur au département des sciences fondamentales de l’Université du Québec à Chicoutimi. À partir de 2003, il dirige la Chaire en Éco-Conseil de cette même université, la toute première visant à former des conseillers en environnement pour accompagner les entreprises et les gouvernements dans les décisions environnementales. Les entreprises et gouvernements ayant reçus les éco-conseillers formés à la Chaire incluent Rio Tinto et le gouvernement municipal de la ville de Québec. Il dirige également à partir de 2018 l'infrastructure de recherche Carbone Boréal.
Claude Villeneuve reçoit le prix Acfas Pierre-Dansereau le 24 novembre 2022 pour avoir créé au cours de sa carrière « le nouveau métier d'éco-conseiller ».
Claude Villeneuve meurt à sa résidence de Laterrière, un secteur de la ville de Saguenay, le 19 mai 2024,,.

## Ouvrages
- 1983 - Des animaux malades de l'homme ?
- 1990 - Vers un réchauffement global ? (avec Léon Rodier)
- 1995 - Le Fleuve aux grandes eaux (illustrations par Frédéric Back)
- 1996 - Eau secours!
- 1998 - Qui a peur de l'an 2000 ?
- 2001 - Vivre les changements climatiques, l’effet de serre expliqué (avec François Richard)
- 2005 - Vivre les changements climatiques, quoi de neuf?
- 2007 - Vivre les changements climatiques : Réagir pour l’avenir (avec François Richard)
- 2013 - Est-il trop tard? Le point sur les changements climatiques[5]

## Distinctions
- 2001 - Scientifique de l'année (Société Radio-Canada)
- 2002 - Membre du cercle des Phénix en environnement
- 2002 - Prix d'intérêt général du Salon du livre du Saguenay-Lac-Saint-Jean pour Vivre les changements climatiques
- 2003 - Prix Georges-Préfontaine de l'Association des biologistes du Québec
- 2006 - Prix argent des Prix canadiens de l'environnement dans la section changements climatiques
- 2022 - Prix Acfas Pierre-Dansereau[6]